# (9718) Гербефремов
(9718) Гербефремов (лат. Gerbefremov) — типичный астероид главного пояса, открыт 16 декабря 1976 года советским астрономом Людмилой Черных в Крымской астрофизической обсерватории и 13 апреля 2006 года назван в честь советского конструктора ракетно-космической техники Герберта Ефремова.

## Обнаружение и именование
(9718) Гербефремов
Открыт 16 декабря 1976 года в Крымской астрофизической обсерватории Л. И. Черных.
Герберт Александрович Ефремов (р. 1933) — известный конструктор космической техники, участвовал в создании космических систем "Протон" и "Алмаз". Является членом Российской академии космонавтики имени Циолковского и был награждён медалью Леонардо да Винчи Международной ассоциации фондов мира.
Оригинальный текст (англ.)9718 Gerbefremov
Discovered 1976 Dec. 16 by L. I. Chernykh at the Crimean Astrophysical Observatory.
Gerbert Alexandrovich Efremov (b. 1933), a well-known designer of space technology, created the Proton and Almaz space stations. He is a member of Tsiolkovsky Russian Academy of Cosmonautics and was decorated with the Leonardo da Vinci Medal of the International Association of Peace Foundations.
Источники: 20060413/MPCPages.arc; M.P.C. 56612.

## Орбита

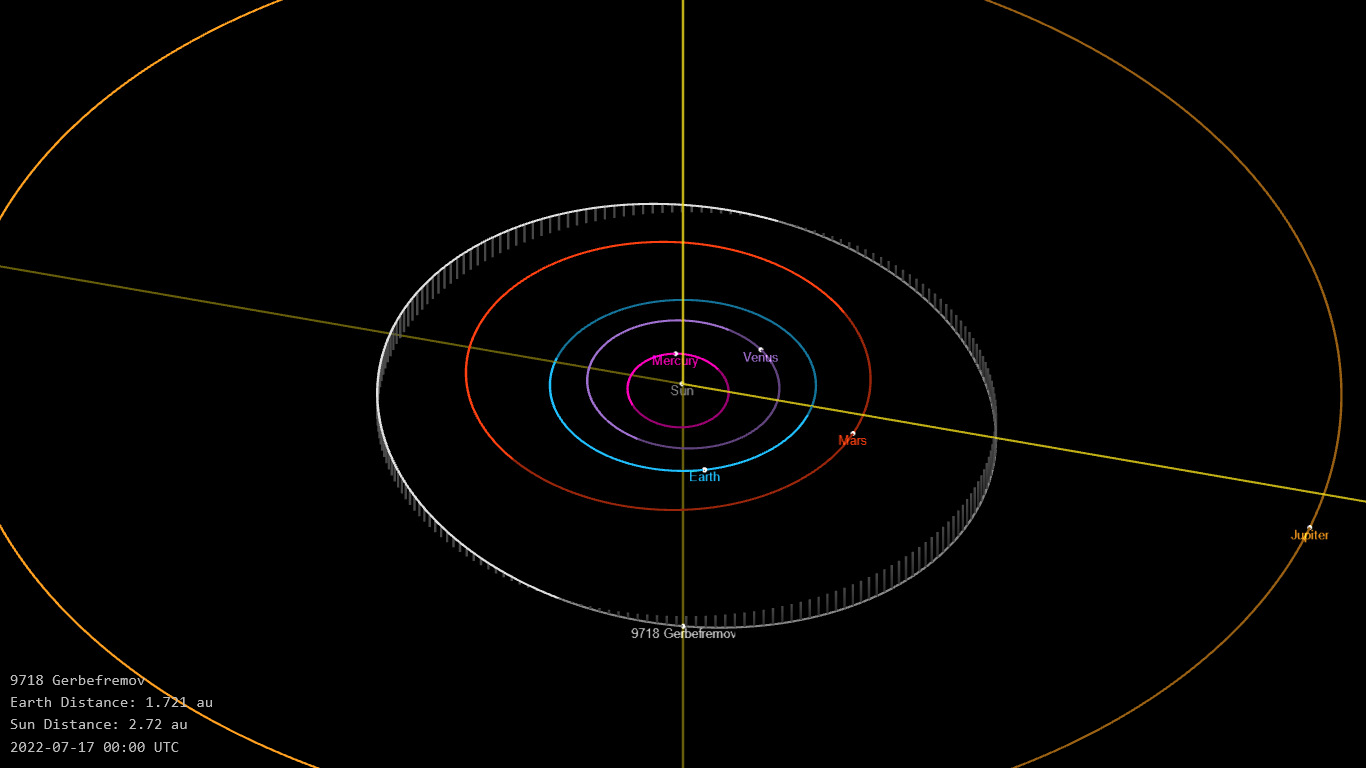
Орбита астероида Гербефремов и его положение в Солнечной системе

## Физические характеристики
Из наблюдений телескопа VISTA следует, что астероид относится к таксономическому классу U.
По результатам наблюдений в видимом и ближнем инфракрасном диапазоне космического телескопа NEOWISE диаметр астероида оценивался равным 2,598±0,186 км. Согласно тем же источникам альбедо оценивается как 0,7903±0,0809 и 0,790±0,081.